# Estadio Heriberto Hülse
El Estadio Heriberto Hülse es un estadio de fútbol ubicado en la ciudad de Criciúma, Estado de Santa Catarina, Brasil. fue inaugurado el 16 de mayo de 1955 y posee una capacidad de 19 900 personas, tiene un récord de 31 123 fanáticos registrados durante la final del Campeonato Catarinense de Futebol, celebrado el 6 de agosto de 1995, entre el Criciúma Esporte Clube y el Chapecoense, el cual ganó el primero por 1-0.
El estadio albergó los juegos del Criciúma EC en Copa Libertadores de América de 1992, época en la cual fue completamente adaptado para la competición, destaca también por ser el único estadio del estado en tener cubiertas completamente sus graderías.
El estadio lleva el nombre de Heriberto Hülse en homenaje a un exgobernador del estado de Santa Catarina.